# Alain Pons
Pour les articles homonymes, voir Pons.
Alain Pons, né le 19 août 1929 à Châteauroux et mort le 22 mars 2022 à Paris 17e, est un philosophe français.

## Biographie
Ancien élève de l'école normale supérieure et agrégé de philosophie, il est spécialiste de la pensée du XVIIIe siècle en particulier de la pensée humaniste italienne et de Giambattista Vico. Il s’est également intéressé aux philosophes français des Lumières, en particulier à Nicolas de Condorcet.
Il a enseigné la philosophie à l’université de Paris X-Nanterre pendant une trentaine d’années
Alain Pons s'éteint le 22 mars 2022 à l'âge de 92 ans à Paris.

## Œuvres

### Études
- Nature et Histoire chez Vico, Les Études philosophiques, no 1, janvier-mars 1961
- Vie et mort des nations. Lecture de la Science nouvelle de Giambattista Vico, L'Esprit de la Cité, Gallimard, 2015

### Traductions
- Giambattista Vico, Vie de Giambattista Vico écrite par lui-même. Lettres. La méthode des études de notre temps, présentation traduction et notes par Alain Pons, Grasset, « Figures », 1981.
- Baldassare Castiglione, Le livre du Courtisan, présenté et traduit de l'italien d'après la version de Gabrielle Chappuis (1580) par Alain Pons, Gérard Lebovici, 1987.
- François Guichardin, Ricordi, conseils et avertissements en matière politique et privée, traduits de l'italien par Françoise Bouillot et Alain Pons, précédés de Guichardin, l'action et le poids des choses par Alain Pons, Ivrea, 1998.
- Giambattista Vico, La Science nouvelle. Principes d’une science nouvelle, traduit et présenté par Alain Pons, Paris, Fayard, « L’Esprit de la cité », 2001.
- Giambattista Vico, De nostri temporis studiorum ratione. La méthode des études de notre temps, édition bilingue, texte établi par Andrea Battistini, introduction et traduction par Alain Pons, Les Belles Lettres, 2010.